# Scutellaster
Scutellaster is een geslacht van uitgestorven zee-egels uit de klasse van de Echinoidea. Exemplaren van dit geslacht zijn slechts als fossiel bekend.

## Soorten
- Scutellaster interlineata (Stimpson, 1856) †
- Scutellaster oregonensis (Clark, 1909) †